# Laurel und Hardy: Rache ist süß
Rache ist süß ist eine US-amerikanische Spielfilm-Komödie mit Stan Laurel und Oliver Hardy. Es war der vierte Spielfilm des Duos und hatte seine US-amerikanische Premiere am 14. Dezember 1934. Deutscher und österreichischer Kinostart war im Frühjahr 1935. Der Film wurde auch unter den Namen „Abenteuer im Spielzeugland“, „Land des Lachens“ und „Böse Buben im Wunderland“ veröffentlicht.

## Handlung
Stannie Dum und Ollie Dee leben im fröhlichen Spielzeugland in einem hausgroßen Schuh bei der gutherzigen alten Mutter Peep, deren Tochter die liebreizende Bo Peep ist. Der wohlhabende, aber widerwärtige Silas Barnaby will Bo Peep heiraten, die sich allerdings schon mit dem lieben Tom-Tom verlobt hat, und setzt Mutter Peep mit einer Hypothek unter Druck. Ollie verspricht Mutter Peep großspurig, Geld von seinem Chef, dem Spielzeugmacher, zu beschaffen, aber noch am selben Tage verlieren Stannie und Ollie ihre Arbeit, weil sie für den Weihnachtsmann statt 600 Spielzeugsoldaten von einem Fuß Höhe 100 Soldaten mit sechs Fuß Höhe gebaut haben. Die dilettantischen Versuche von Stannie und Ollie, Barnaby den Schuldschein zu entwenden, führen zu einer Verbannung ins Gruselland zu den schwarzen Männern. Um dies zu verhindern, willigt Bo Peep in die Heirat mit Barnaby ein, worauf dieser die Anklage gegen Stannie und Ollie fallen lässt.
Am Hochzeitstag wird vor der Trauung die Hypothek vernichtet. Erst anschließend stellt sich heraus, dass unter dem Brautschleier nicht Bo Peep, sondern Stannie steckt. Da die Ehe schon geschlossen wurde, kann Barnaby nichts mehr dagegen ausrichten. Doch als die Hochzeit von Bo-Peep und Tom-Tom in die Wege geleitet wird, entführt Barnaby eines der Drei Kleinen Schweinchen und schiebt die Schuld Tom-Tom in die Schuhe, der nun ins Gruselland zu den schwarzen Männern verbannt wird. Bo-Peep folgt ihrem Geliebten ins Gruselland, wo sie eine schreckliche Zeit durchstehen. Währenddessen können Stannie und Ollie, wieder aufgrund einer Ungeschicklichkeit, Tom-Toms Unschuld beweisen und das kleine Schweinchen aus Barnabys Haus befreien.
Barnaby entzieht sich seiner Festnahme durch eine geheime Passage ins Gruselland, die später auch von Stannie und Ollie entdeckt wird. Als sie mit dem Liebespaar aus dem Gruselland fliehen, hetzt Barnaby die schwarzen Männer zu einem Überfall des Spielzeuglandes auf, um doch noch Bo Peep zur Frau zu bekommen. Nach erbittertem Kampf können Stannie und Ollie die schwarzen Männer mit Spielpfeilen zurückdrängen und dann mit der Armee ihrer zu großen Spielzeugsoldaten in die Flucht schlagen. Am Ende wollen sie ihnen noch mit einer Kanone eine Ladung Spielpfeile nachschießen, doch deren Rohr schwenkt herum und trifft Ollies Hinterteil.

## Hintergrund
Es handelt sich um eine Adaption der Operette Babes in Toyland von Victor Herbert aus dem Jahr 1903, die danach noch diverse weitere Male für Kino oder Fernsehen verfilmt wurde. Weitere bekannte Versionen sind der 1961 erschienene Disney-Film Aufruhr im Spielzeugland und der 1986 erschienene TV-Film Abenteuer im Spielzeugland. Die Handlung wurde in der Hal Roach-Version jedoch stark umgeschrieben und hat mit dem Original nur wenig gemein, so sind etwa die von Laurel und Hardy dargestellten Figuren in der ursprünglichen Geschichte nicht enthalten.
Schon im Winter 1933 kaufte Produzent Hal Roach die Rechte für die Operette, die aus drei Akten bestand. Roach gefiel die Musik der Operette, die Handlung empfand er allerdings als sehr durchwachsen, sodass er sie selbst umschrieb. Seine Version wurde allerdings von Stan Laurel abgelehnt, so dass das Drehbuch überarbeitet und der Drehstart verschoben werden mussten. Gedreht wurde von Anfang August 1934 bis Mitte Oktober unter zwei Regisseuren: Während Charley Rogers für die Komödienszenen zwischen Laurel und Hardy verantwortlich war, übernahm Gus Meins beim Rest des Filmes die Regie. Während der Dreharbeiten gab es noch etliche Differenzen zwischen Roach und Laurel.
Die Holzsoldaten waren aus Blei und ca. 30 cm hoch. Der Spezialeffekt-Regisseur Roy Seawright führte Effekte in Einzelbildschaltung durch.
Viele der Figuren im Spielzeugland entstammen bekannten Gedichten, Kinderreimen und Geschichten aus dem englischen Sprachraum. Im deutschsprachigen Raum sind sie weitgehend unbekannt, sodass viele Anspielungen und Hommagen vom deutschsprachigen Publikum kaum verstanden werden. Bei Mother Goose, welche zu Beginn des Filmes ihr Lied singt, handelt es sich um eine erfundene Autorin von Märchen- und Gedichtbänden.
In einer frühen Statistenrolle ist Ellen Corby zu sehen.

## Deutsche Fassung
Unter dem Titel Dick und Doof – Rache ist süß wurde 1961 von der Berliner Synchron die erste deutsche Synchronfassung erstellt. Die Dialoge schrieb Gerda von Rüxleben, Dialogregie führte Bodo Francke. Walter Bluhm ist als Stan zu hören und Bruno W. Pantel als Ollie. In weiteren Rollen sind Klaus Miedel, Heidi Brühl, Erich Poremski, Alexander Welbat und Gerd Duwner zu hören. 
Für die Veröffentlichung auf DVD wurde 2009 eine zweite Synchronfassung erstellt, in der Stan und Ollie von keinem ihrer üblichen Sprecher synchronisiert wurden. Norbert Aping bezeichnet diese neue Fassung als qualitativ „dürftig“.
Eine um 15 Minuten gekürzte deutsche Fassung wurde in drei Teilen bei der UFA/ATB Mitte der 1970er Jahre auf Super 8 veröffentlicht.